# 155e brigade mécanisée
La 155e brigade mécanisée (en ukrainien : 155-та окрема механізована бригада імені Анни Київської, abrégé en 155 ОМБр, numéro d'unité militaire А5001), aussi appelée brigade Anne de Kyiv, est une grande unité d'infanterie mécanisée de l'Armée de terre ukrainienne. Elle est créée en 2024 durant l'invasion russe de l'Ukraine.
La brigade est principalement formée et équipée par la France, et est baptisée par les militaires français « Anne de Kyiv », en l'honneur d'Anne de Kiev, une fille du grand-prince de Kiev qui fut reine des Francs au XIe siècle.

## Historique

### Création
La brigade commence sa formation au printemps 2024. Le 6 juin 2024, le président français Emmanuel Macron fait part, lors de son discours des 80 ans du débarquement, de son intention de former et équiper une brigade ukrainienne,. Le 28 juin, la création de l'unité est officiellement annoncée et ses armoiries sont présentées : elles représentent un scorpion avec les armoiries de l'oblast de Rivne, la région d'origine de la brigade. En raison du manque de véhicules blindés en nombre suffisant, les dix nouvelles brigades (155e, 156e (it), 157e (it), 158e (it), 159e (en), 160e (it), 161e, 162e (it), 163e et 164e mécanisée) sont initialement créées comme unités d'infanterie plutôt que comme unités mécanisées. Cependant, en septembre, la 155e brigade est réorganisée en unité mécanisée, recevant des chars Leopard 2A4 et des canons d'artillerie automoteurs CAESAR.

### Formation

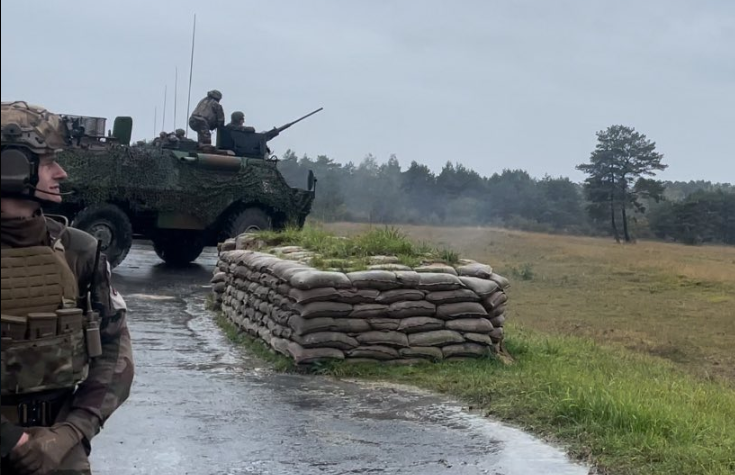
Un entrainement des soldats ukrainiens dans le camp du Grand Est.

C'est la première fois dans l'histoire qu'une brigade est ainsi formée et armée intégralement par plusieurs pays à partir de rien. Le 8 octobre, il est révélé que la 155e brigade est celle équipée par la France, selon les souhaits du président français.
Les unités mécanisées, d'appui-feu, de reconnaissance, du génie et une partie des éléments d'artillerie reçoivent leur formation complémentaire en France. Le bataillon de chars est formé en Pologne et le reste de la brigade, environ 2 200 hommes, est entraîné dans des camps en Ukraine,,,. Cette formation est financée par l'Union européenne.

#### Formation initiale des combattants en Ukraine
La formation militaire initiale au sein de l'unité est destinée aux réservistes ayant déjà obtenu leur БЗВП pendant leur service militaire. Cette formation dure deux mois, durant lesquels les combattants sont évalués en fonction de leur aptitude et de leur motivation, certains étant redirigés vers d'autres unités. À la fin de cette formation, ils reçoivent le brevet intitulé Spécialité militaire (uk) (en ukrainien : Військово-облікова спеціальність, abrégé en ВОС).
Toujours en̺ Ukraine, une fois leur ВОС-100 obtenu, les artilleurs suivent une formation en trois étapes au 199e centre de formation (uk) de l'Institut militaire de Jytomyr (uk). Durant la première étape, le personnel est sélectionné et suit un entraînement tactique et de tir réel sur du matériel soviétique, afin de former des batteries cohérentes. Ensuite, les soldats reçoivent une formation individuelle pour leur spécialité au sein de la batterie. Enfin, ils participent à une formation collective de la batterie. Les batteries d'artillerie sont ensuite envoyées en France pour se former sur le canon Caesar, qui sera leur matériel de dotation.

#### Formation du bataillon blindé en Pologne
En septembre 2024, le bataillon blindé est envoyé en Pologne pour s'entraîner avec les véhicules de la 10e brigade blindée polonaise sous la supervision d'instructeurs norvégiens.

#### Formation en France

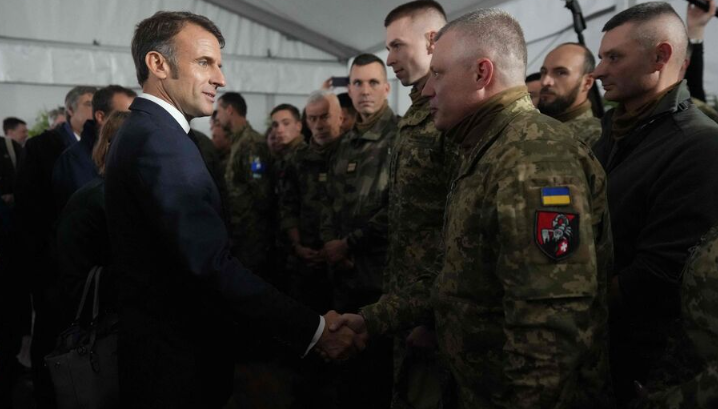
à gauche, le président Emmanuel Macron félicitant les soldats ukrainiens lors de sa visite au camp de Mourmelon le 8 10 2024-.

Une fois en France, environ 2 300 soldats sont entrainés par 1 500 militaires français de la force opérationnelle « Champagne » au camp de Mourmelon dans le département champenois de la Marne dans la région du Grand Est : il s'agit des unités mécanisées, d'appui-feu, de reconnaissance, du génie et une partie des éléments d'artillerie. Une attention considérable a également été portée à la formation individuelle par spécialité et à la formation combinée avec une formation simultanée en médecine tactique.
La formation des artilleurs en France porte essentiellement sur l'entretien et la maintenance du canon CAESAR et de son système informatique, avec notamment des pannes provoquées par les instructeurs pendant les exercices. Les artilleurs français et ukrainiens échangeant leurs compétences, les Français apprenant des Ukrainiens en matière d'utilisation des drones et en communication au front, et les Ukrainiens dans l'utilisation spécifique du CAESAR, ainsi qu'en logistique et en maintenance. Les formateurs français relèvent le niveau de formation particulièrement élevé des artilleurs ukrainiens avant leur arrivée en France quant à la précision de leurs tirs. Les Ukrainiens sont quant à eux impressionnés par la logistique de l'armée française ainsi que par la robustesse corporelle des militaires français.
La formation des équipages de VAB commence par des cours théoriques sur le véhicule et son armement, puis par des séances pratiques de conduite sur route, autoroute, en tout-terrain et en franchissement de cours d'eau. Ils apprennent le transport et le débarquement de troupes ainsi que le transport de munitions. Des cours de maintenance et de réparation sont également dispensés. Les équipages s'entraînent également au maniement de la mitrailleuse Browning M2 sur véhicule à l'arrêt et en mouvement sur des cibles mobiles et fixes.

#### Désertions pendant la formation en France
55 soldats (56 selon les sources ukrainiennes) ont déserté durant la formation en France, l'information est confirmée par le ministre français des Armées Sébastien Lecornu le 8 janvier 2025 sur Europe 1. L'armée ukrainienne impute la responsabilité des désertions au commandant de la brigade Dmytro Ryumshin (uk), qui a été démis de ses fonctions début décembre 2024 en même temps que plusieurs autres officiers supérieurs. Une enquête préliminaire est lancée parallèlement sur les circonstances de ces désertion début novembre 2024.

#### Formation continue et entraînement
Parallèlement aux missions de combat, les unités de la brigade qui ne sont pas en première ligne continuent leur entraînement. Ainsi, la brigade publie le 17 janvier 2025 sur les réseaux sociaux une vidéo datant du 16 montrant l'un de ses AMX-10 RC à l'entraînement sur un champ de tir.

## Chefs de corps
- septembre 2024 – novembre 2024 : colonel Dmytro Ryumshin (uk)[20],[21] ;
- novembre 2024 – décembre 2024 : par intérim lieutenant-colonel Oleh Kosovsky[21] ;
- décembre 2024 – présent : colonel Taras Maksimov (uk)[21] .

## Historique des batailles, combats

### Bataille de Pokrovsk
Le 14 décembre 2024 la publication en ligne Censor.net (uk) signale « certaines unités de la 155e brigade » dans les environs de Chevtchenko et de Novotroitsk (uk) à 9 km au sud de la ville de Pokrovsk et précise que ces unités recevront bientôt des drones financés par les collectivités locales de leur lieu de mobilisation.
Le 20 décembre 2024, la ville de Lviv publie dans sa rubrique nécrologique le décès au combat le 12 décembre 2024 de Vitaly Tylipsky de la 155e brigade.
À partir du 23 décembre 2024, au moins deux bataillons de la brigade sont déployés en renfort sur le front entre Pokrovsk et Velyka Novossilka : un bataillon d'artillerie, dont le commandant porte l'indicatif « Cosaque » (en ukrainien : Козак), et le 2e bataillon mécanisé de la brigade pour épauler les 1er bataillon d'assaut, la 25e brigade aéroportée et la 68e brigade de chasseurs et ainsi acquérir une expérience du front,,. Le déploiement complet de la brigade sur le front de Pokrovsk est prévu pour janvier 2025 dans le but faire face à l'offensive russe de la 90e division de chars de la Garde. Durant la première semaine de combat, la brigade a infligé aux forces ennemies 15 décès, 17 blessés et a capturé un soldat russe.
Le 8 janvier 2025, l'état-major général des Forces armées ukrainiennes informe l'agence de presse Interfax-Ukraine du déploiement complet de la brigade dans la région de Pokrovsk ainsi que du renforcement de son bataillon de drones. De plus, la brigade reçoit des équipements supplémentaires,.
Le 11 janvier 2025, le portail Internet ukrainien META (uk) et Iouriy Boutoussov sur censor.net le 12 rapportent que les soldats de la 155e ont capturé quatre soldats russes. Fait surprenant, l'armée russe, contrairement à ses habitudes, cherche à les échanger immédiatement contre des prisonniers de guerre ukrainien,.
Le 15 janvier 2025, les militaires d'un des bataillons mécanisés, commandés par le major Mykola Nikoliuk et le sergent Serhii Shalankevich, reprennent à l'adversaire une position perdue la veille lors d'un assaut qui inflige de nombreuses pertes,.
Le 29 janvier 2025, le journaliste correspondant militaire Andrei Tsaplienko (uk) annonce que la 155e stabilise le front dans sa zone de responsabilité. La publication Internet « Apostrophe TV » (en ukrainien : Апостроф TV) reprend l'information en précisant que la propagande russe, qui cible la brigade depuis sa formation en France, redouble d'intensité, signe de l'efficacité de la brigade au combat.

## Controverse (désertion et départ au ZSCH)

### Emballement médiatique
.
Le 7 décembre 2024, la députée ukrainienne d'opposition Mariana Bezouhla, sur sa page Twitter (X), s'appuyant sur le déploiement de seulement deux bataillons de la brigade sur le secteur de Pokrovsk, relaie l'article de la chaîne Telegram Военный Осведомитель de l'organisme de propagande gouvernemental russe knd.gov.ru, article rapidement supprimé. La députée y dénonce le démantèlement de la 155e brigade, qui ne serait qu'une « brigade zombie » ou encore une « brigade de papier » créée à des fins publicitaires. Ce tweet de Mariana Bezouhla est relayé le jour même par le media gouvernemental russe Pravda.fr[réf. nécessaire] et divers médias de propagande russe avant d'être repris par des médias internationaux plus neutres. Dans le même temps, sur sa page Facebook, le journaliste ukrainien Yuriy Butusov (uk), rédacteur en chef du portail d’information sociopolitique ukrainien Censor.net (uk), pro-ukrainien, dénonce une absence totale de drones dans la brigade.
Le 14 décembre 2024, dans son article publié sur Censor.net, Iouriy Boutoussov signale un grand nombre de manquements à l'appel (SZCH) (uk) au sein de la brigade. Il s'étonne également du changement de législation concernant le SZCH, estimant que cela pourrait conduire les mobilisés à quitter leur poste. Il trouve par ailleurs anormal que des hommes ayant un emploi soient mobilisés « de force » dans l'armées.
Fin décembre 2024, la polémique est lancée par Iouriy Boutoussov sur sa page Facebook, puis le lendemain par la publication du même texte sur son journal en ligne Censor.net (uk) (en ukrainien : Цензор.НЕТ), relayée par la députée Mariana Bezouhla et reprise par les médias pro-ukrainiens, prorusses ukrainiens, russes et occidentaux. À la suite de cet article de Iouriy Boutoussov, le Bureau d'enquête d'État (SBI) (uk) enquête sur la formation de la brigade. Sous la supervision du président Zelensky, des problèmes de désertion et d'organisation inefficace sont relevés. Cette enquête vise à mettre en lumière les conséquences de la création de nouvelles brigades sans préparation adéquate.
Durant la formation de la brigade en France, une cinquantaine de soldats déserte, ce qui entraîne le limogeage du commandant de l'unité. D'après le journaliste Iouriy Boutoussov, des défaillances matérielles, des munitions inopérantes, un manque de matériel de guerre électronique et de drones, ainsi que des changements dans le commandement auraient entraîné des pertes et de nombreux soldats (1700)  manquent l'appel (en ukrainien : який пішов у СЗЧ traduit improprement souvent par désertion) au sein de la brigade, et l'enquête du SBI vise à en déterminer les responsabilités. De plus, en juillet 2024 et août 2024, 2500 soldats de la brigade auraient été réaffectés à d'autres unités sur le front. En septembre 2024, pendant que la direction de la brigade est en formation en France, plus d'un millier de soldats seraient recrutés en Ukraine et ne recevraient pratiquement aucune formation. À partir de novembre 2024, une partie du personnel de la brigade est renvoyée en Ukraine pour terminer sa formation, mais serait réaffectée à d'autres brigades.
À la suite de cette polémique, l'état-major général des Forces armées ukrainiennes est convoqué à ce sujet le 3 janvier 2025 par le président Zelensky.
Les scandales concernant la corruption du Colonel Dmytro Ryumshin se poursuivent durant le premier semestre 2025.

### Enquête
Début janvier 2025, Tatiana Sapiyan, porte-parole du SBI, confirme qu'une enquête à propos des allégations de Iouriy Boutoussov concernant la 155e brigade est en cours.
Le 8 janvier 2025, l'état-major général des forces armées ukrainiennes informe l'agence de presse Interfax-Ukraine que, « avant même que certains problèmes organisationnels de la 155e brigade de fusiliers mécanisée ne soient connus des médias, le commandement des forces armées ukrainiennes avait ordonné une inspection de la situation qui s'était développée, y compris le nombre important de cas d'abandons non autorisés de l’unité militaire » (SZCH). Le commandant des forces terrestres, le major général Drapatiy, déclare sur sa page Facebook avoir rencontré le commandement de la brigade et des journalistes français travaillant actuellement au sein de l'unité sur leurs positions au front. Il clarifie la situation de la brigade en précisant que les lacunes identifiées par les militaires puis par le journaliste Iouriy Boutoussov sont inhérentes à toute unité nouvellement créée et se sont produites avant le 29 novembre 2024. Le général souligne qu'« il n'a observé aucun cas massif de SZCH sur les positions de combat » depuis le 16 décembre 2024,,.
Le 9 janvier 2025, au parlement (Verkhovna Rada), seuls 82 députés sur 450 ont soutenu la demande d'information adressée au commandant en chef suprême Volodymyr Zelensky concernant la situation autour de la  155e brigade « Anne de Kyïv », entraînant le rejet de la demande.
Le 12 janvier 2025, Iouriy Boutoussov annonce sur sa page Facebook ː « Le président Volodymyr Zelensky a écouté les rapports sur la situation dans la 155e brigade et a donné l'ordre d'arrêter la formation de nouvelles brigades et d'envoyer des renforts aux brigades expérimentées et prêtes au combat. ». Plusieurs journaux ukrainiens et quelques journaux européens relaient cette information, se contentant de citer Boutoussov sans reprendre l'information à leur compte,,,.
Le 19 janvier 2025, une commission de l'état-major des Forces armées dirigée par Oleh Apostol (uk) annonce qu'elle travaille actuellement au sein de la seconde des dix nouvelles brigades ː la 156e brigade mécanisée autonome (it), qui vient de terminer son recrutement et est en phase de formation et d'équipement, en prenant en compte les erreurs survenues lors de la formation et de l'entraînement de la 155e brigade « Anna de Kyiv »,.
Début 24 janvier 2025, Tatiana Sapiyan, porte-parole du SBI, dévoile certains éléments de l'enquête démarrée début novembre 2024 à l'encontre du commandant de la brigade Dmytro Rioumchine et de l'ensemble de la direction de la brigade concernant les désertions d'une cinquantaine de soldats en France, environ 1700 départs au SZCH en Ukraine, l'inadéquation de la réaction du commandement et la dissimulation aux organes d'enquête préliminaire. Il est révélé que l'enquête tente d'établir les responsabilités au sein du commandement dans le stratagème qui consistait à rechercher pour la 155e brigade des profils de soldats réfractaires pour les inscrire sur les listes de formation en France,.

### Arrestation
Le 8 janvier 2025, le Bureau d'enquête d'État (SBI) (uk), en coopération avec le Service de sécurité d'Ukraine (SBU) procède dans l'oblast de Rivne à l'arrestation d'un lieutenant supérieur (uk) d'une des compagnies de la brigade, soupçonné de ne pas avoir respecté et transmis à sa compagnie l'ordre de se placer sous la subordination opérationnelle d'une autre unité en décembre 2024. Cet officier aurait incité ses subordonnés à « se rendre au SZCH » en abandonnant leurs armes avant de s'y rendre lui-même,,.
Le 20 janvier 2025, le Bureau d'enquête d'État (SBI) annonce l'arrestation de l'ancien commandant de la 155e brigade, le colonel Dmytro Rioumchine (uk), pour plusieurs infractions graves. En 2024, cet officier, malgré les avertissements de ses supérieurs, a envoyé en formation en France 15 militaires qui avaient tenté de quitter illégalement l'Ukraine pour échapper à leur convocation sous les drapeaux et 22 autres soldats qui cherchaient à se soustraire à la mobilisation en se cachant dans des régions différentes de leur lieu de résidence déclaré, 56 militaires ont par la suite déserté durant leur formation en France. Le colonel incriminé a également couvert de nombreux départs illégaux au SZCH, mais aussi du non-retour des subordonnés de vacances, de voyages d'affaires et de congés de maladie, souvent répétés, et n'a rien entrepris pour remédier à ces situations, ni informé sa hiérarchie,,,. En novembre 2024, il avait été démis de ses fonctions en attendant les conclusions de l'enquête. Les forces de l'ordre vérifient les informations concernant la présence de stratagèmes de corruption au sein de la brigade lors de la sélection du personnel militaire destiné à être formé à l'étranger,.
Dmytro Rioumchine nie sa culpabilité. Le 30 janvier 2025, la cour d'appel de Kyïv est contrainte de reporter l'audience dans l'affaire Dmitry Rioumchine car le tribunal du district de Petchersk n'a pas transféré les pièces du dossier.

### Différence entre la désertion et la notion ukrainienne duСЗЧ(SZCH)
La désertion, telle que comprise par les soldats français en temps de guerre, est un acte sévèrement puni par la cour martiale. En effet, en temps de guerre, tout soldat français quittant son poste sans autorisation est considéré comme traître à la patrie, risquant de lourdes sanctions, voire la peine de mort dans certains cas extrêmes.
À l'inverse, la notion de який пішов у СЗЧ (en français : SZH ou SZCH), doit être interprétée comme manquer l'appel (SZCH) (uk) et est traitée différemment de la désertion au sens strict. Cette pratique du СЗЧ n'est pas pénalisée si le soldat retourne à l'armée dans un délai raisonnable, souvent en intégrant une autre unité et à condition d'en informer sa hiérarchie dans les trois jours. Ainsi, bien que l'acte initial semble semblable, les conséquences et la perception de cet acte varient considérablement entre les deux pays. À titre de comparaison, durant le mois de décembre 2024, plus d'une centaine de soldats de l'unité d'élite 47e brigade mécanisée « Magura » ont manqué l'appel sans que leur responsabilité pénale soit engagée. Ainsi, Iouriy Boutoussov mentionne une cinquantaine de désertions enregistrées par la 155e en France (les soldats n'ont pas l'intention de retourner sous les drapeaux) et 1700 manquements à l'appel en Ukraine (les soldats ont l'intention de retourner sous les drapeaux et en ont informé leur hiérarchie),.
Depuis la loi signée par le président ukrainien Volodymyr Zelensky le 28 novembre 2024, entrée en vigueur le 1er décembre 2024, en Ukraine, les militaires qui manquent l'appel (SZCH) à partir du 29 novembre 2024 doivent suivre la procédure générale de remise en service suivante : obtenir l'accord écrit du commandant de l'unité militaire d'origine ou du bataillon de réserve où le militaire sera envoyé pour la période de réintégration dans le service ; attendre la décision du tribunal sur la base d'une requête du procureur concernant l'opportunité ou non de dégager le militaire de toute responsabilité. Après la décision du tribunal, les militaires commencent à être réintégrés dans le service, notamment avec le retour des paiements et des garanties sociales. Les militaires qui ont quitté leur poste après le 29 novembre 2024 peuvent attendre plusieurs mois avant d'être réintégrés. Quant aux militaires partis pour le SZCH avant le 29 novembre 2024, ils peuvent reprendre le service actif selon l'ancienne procédure en seulement trois jours sans judiciarisation, possibilité valable jusqu'au 1er janvier 2025, prolongée jusqu'au 1er mars 2024,,.

### Protagonistes de la polémique

#### Iouri Boutoussov
Iouri Yevhenovitch Boutoussov (né le 17 juin 1976 à Kyïv) est un journaliste et blogueur ukrainien. Il est rédacteur en chef du portail Internet d'information sociale et politique ukrainienne Цензор.нет (fr=Censor.net) et chroniqueur du journal Dzerkalo Tyjnia,. De décembre 2020 à mai 2021, il est conseiller du ministre ukrainien de la Défense Andriy Taran (uk) du parti politique Pouvoir et honneur (uk). Andriy Taran démissionne en 2021 à la suite de son échec dans la mise en application du plan de défense militaire de l'Ukraine,.
Iouri Boutoussov est très critiqué par les militaires du front car il a demandé et obtenu un sursis à la mobilisation.

#### Mariana Bezouhla
Mariana Volodymyrivna Bezouhla (née le 17 mai 1988 à Kiev) est une femme politique ukrainienne, députée de Serviteur du peuple jusqu'au 17 juillet 2024, sans étiquette depuis (au 30 janvier 2025). Elle est connue pour avoir participé à de nombreux scandales politiques qui ont provoqué des tollés publics importants en Ukraine,,.
Le site web Myrotvorets (en ukrainien : Миротворець, littéralement « Pacificateur ») affirme que les activités de Bezouhla présentent « des signes évidents d'une société d'information planifiée dans l'intérêt de l'agresseur russe » dans le but délibéré de discréditer les organes du pouvoir d'État et de l'administration de l'Ukraine.
Le 16 février 2023, Mariana Bezouhla fournit de fausses informations au comité de la Verkhovna Rada pour les questions de sécurité nationale, de défense et de renseignement (uk) concernant son accord avec le HUR MOU sur la rédaction du projet de loi no 4210,.
Le 26 novembre 2023, Mariana Bezouhla s'oppose au projet de formation de nouvelles brigades,.
Le 15 juillet 2024, le parlement démet Mariana Bezouhla de son poste de présidente du sous-comité de la Rada pour la sécurité nationale, et le 19 septembre, la relève de ses fonctions de vice-présidente de la Commission de la Verkhovna Rada d'Ukraine sur la sécurité nationale, la défense et le renseignement,.

#### Dmytro Rioumchine
Dmytro Evgenovitch Rioumchine est un colonel des forces armées ukrainiennes, participant à la guerre russo-ukrainienne, commandant du 231e bataillon de la 128e brigade de défense territoriale, puis de la 47e brigade mécanisée « Magura » et enfin de la 155e brigade mécanisée.
En mars 2024, moins de deux mois après sa nomination, le lieutenant-colonel Dmytro Rioumchine est relevé de son commandement de la brigade d'élite 47e brigade mécanisée « Magura » à la suite des mauvaises performances de la brigade durant la bataille d'Avdiivka,.

#### Propagande de la Russie
La propagande russe exploite de plus en plus activement toutes les nouvelles concernant la 155e pour la dénigrer, le but étant de décourager les pays occidentaux de former et d'équiper de nouvelles brigades.
Le 29 janvier 2025, le Département des opérations psychologiques des forces armées de la fédération de Russie (uk) (en russe : Подразделения психологических операций, abrégé en russe : ППсО, en français : PPsO) diffuse sur le réseau TikTok une vidéo dans laquelle des combattants de la 155e brigade déclarent qu'ils se rendent sur la ligne de front menottés. L'auteur original de la vidéo admet que, s'il s'agit bien de la 155e brigade, la vidéo a été filmée dans la 155e brigade de marines de la flotte russe du Pacifique,.

## Controverse (extorsion au sein de «Manticora»)
Le 19 mai 2025, le media en ligne Ukrainska Pravda révèle une affaire de corruption au sein du Bataillon de drones UAV « Manticora ». Malgré le titre de l'article impliquant le colonel Taras Maksymov, Ukrainska Pravda précise que le colonel est disculpé par l'enquête judiciaire diligentée en avril, mais qu'il serait incriminé par quelques soldats,.

### Circonstance
En mars 2025, le colonel Taras Maksymov, effectue une visite auprès des équipes de maintenance du bataillon stationnées à l’arrière dans la région de Dnipro. Il s’agit de sa première rencontre avec ces personnels depuis sa prise de fonction en décembre 2024. Les soldats l’informent qu’ils doivent financer sur leur solde l’entretien et la modification des drones FPV destinés au front, à raison de 2 000 à 3 500 UAH par appareil. Maksymov propose alors de les faire passer sur la grille de rémunération des unités de combat actives, leur permettant ainsi de percevoir des primes mensuelle de 100 000 UAH au lieu de 30 000. Il indique que les modalités du versement seront précisées ultérieurement
Toujours en mars 2025, après la visite du colonel Taras Maksymov, le lieutenant-colonel Sviatoslav Choumsky, commandant par intérim du Bataillon « Manticora », informe les soldats des équipes de maintenance qu’ils devront restituer 40 000 UAH de prime, en espèces : 20 000 destinés aux « besoins du bataillon » et 20 000 à des responsables supérieurs. Ce système échappe aux circuits officiels, les montants étant consignés manuellement, contrairement au circuit réglementaire, qui passe par la banque de l’unité et permet à chaque soldat ayant fait un don de demander un rapport sur l’utilisation de son argent
.

### Enquête
Le 15 avril 2025, le Bureau d'enquête d'État (SBI) (uk) et le Service de sécurité ukrainien (SBU) ouvrent une enquête préliminaire pour abus de pouvoir et corruption,,.
Le général de brigade Volodymyr Chvédiouk, chef de corps du  Commandement opérationnel ouest affirme que l'enquête interne qu'il a diligenté n'a mis en évidence l'implication du commandant de brigade le colonel Taras Maksimov.
Début mai, le colonel Taras Maksimov, commandant de la brigade, enregistre un discours où il appelle ses subordonnés à dénoncer les cas de corruption.

### Arrestation
Le 2 mai 2025, le lieutenant-colonel Choumsky est arrêté en flagrant délit dans la région de Donetsk. Il est accusé d’avoir perçu 920 000 UAH de versements illégaux pour le mois de mars. Inculpé pour corruption aggravée (article 368, paragraphe 3 du Code pénal ukrainien), il est placé le 3 mai en détention provisoire, avec une possibilité de libération sous caution fixée à 49 millions de UAH. Il risque jusqu’à dix ans d’emprisonnement ainsi que la confiscation de ses biens
,.

## Structure et équipement

### Équipements

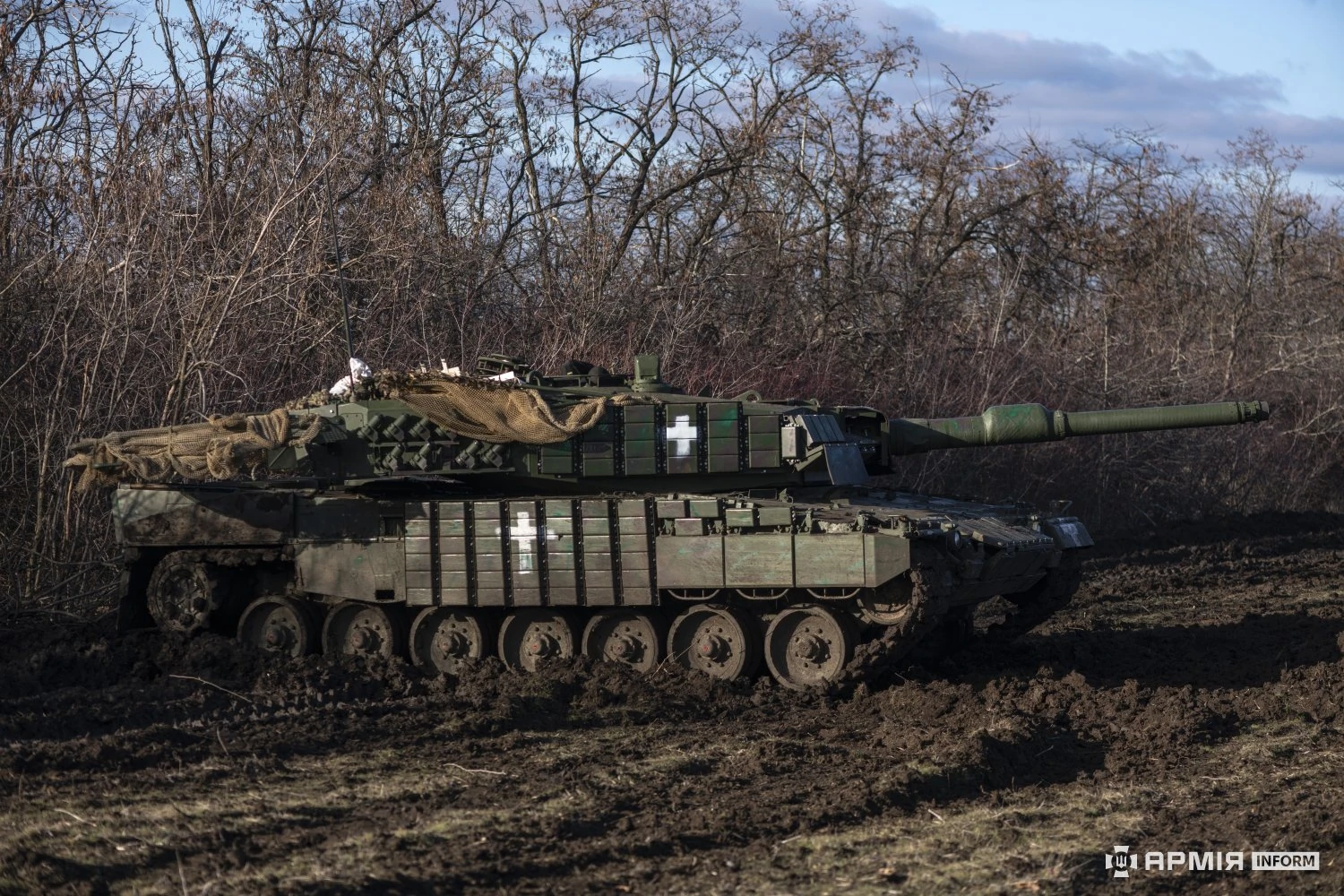
Leopard 2A4 avec blindage réactif de la.

La brigade est majoritairement équipée par la France :
- un bataillon de chars : Leopard 2A4 de provenance encore inconnue (possiblement Espagne, Pologne ou issus d'un achat dano-hollandais). Elle devient la troisième brigade à en être équipée avec la 21e brigade mécanisée, la 33e brigade mécanisée et auparavant la 47e brigade mécanisée ;
- trois bataillons mécanisés avec 128 VAB français[1] ;
- reconnaissance : 18 chars légers français AMX-10 RC[1] à moteur Renault de 260 ch[19] ;
- artillerie : un bataillon avec 18 canons CAESAR, une première pour une brigade mécanisée, les pièces étant jusque-là réservées aux brigades d'artillerie[1] ;
- antichars : une vingtaine de postes missiles antichars Milan[8],[1] ;
- logistique : dix camions Renault TRM[8] conçus pour le soutien et la logistique lourde en terrain difficile[1] ;
- bataillon de drones : drones DJI Mavic 3T financés par la municipalité de Dnipro[106], DJI Mavic 3 Pro financé par la municipalité de Loutsk, capitale administrative de l'oblast de Volhynie[107].

## Traditions

### Surnom
En 2024, les militaires français désignent l'unité comme la Brigade « Anne de Kyiv » en l'honneur d'Anne de Kiev (en ukrainien : Анна Ярославна, Anna Iaroslavna), reine des Francs de 1051 à 1060, épouse de Henri Ier et mère du roi Philippe Ier, princesse de la Rus', fille de Iaroslav le Sage, grand-prince de la Rus' de Kiev,,. Les militaires français n’utilisent ni le nom de la princesse (Anna Iaroslavna), ni son titre (Anne, reine des Francs), ni son appellation tardive (Anne de Kiev), mais son prénom suivi de la transcription du nom de la capitale ukrainienne en vigueur depuis 1995 : Anne de Kyiv.
En 2025, à la suite de ses premiers combats pour la défense de Pokrovsk, la brigade reçoit le nom honorifique en ukrainien : Анни Київської (Anny Kyyivsʹkoyi) qui est la traduction littérale en ukrainien de son surnom français « Anne de Kyiv ».

### Devise et cri de guerre
En 2024, la devise de l'unité est « On ne passe pas ». La brigade rend ainsi hommage à la France. Le 23 juin 1916, le général Nivelle motiva ses troupes lors de la bataille de Verdun par « Vous ne les laisserez pas passer ». Cette phrase a été abrégée en « On ne passe pas » et est devenue un cri de guerre dans les tranchées. En 1918, à Verdun, lors de la remise de la légion d'honneur à la ville, le président de la République française Raymond Poincaré reprit le cri de guerre dans son discours : « Voici les murs où se sont brisées les suprêmes espérances de l’Allemagne impériale. C’est ici qu’elle avait cherché à remporter un succès bruyant et théâtral. C’est ici qu’avec une fermeté tranquille, la France lui a répondu “on ne passe pas” »,.
Le compte Facebook officiel de la brigade, attribué par les Forces armées de l'Ukraine, arbore en photo de profil au dessus de l'insigne de l'unité un phylactère portant la mention « On ne passe pas » (en français) et en dessous de l'insigne le nom de la ville de « Verdun »,.
En 2025, la devise de l'unité est « Courage, honneur, victoire » (en ukrainien : ВІДВАГА ЧЕСТЬ ПЕРЕМОГА.

### Insignes jusqu'au 21 avril 2025
Description de l'insigne :

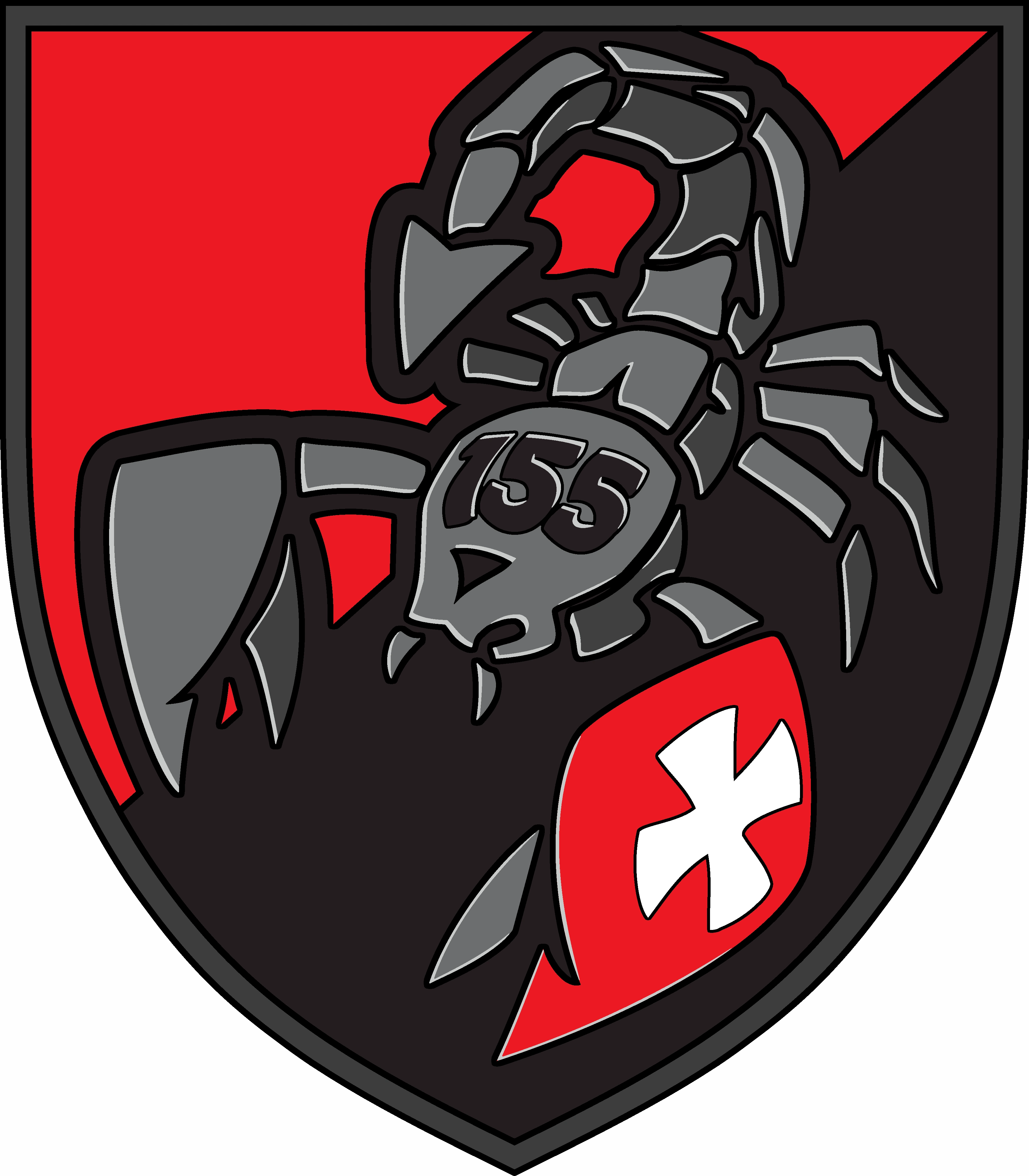
Insigne d'arme de la brigade en 2024.

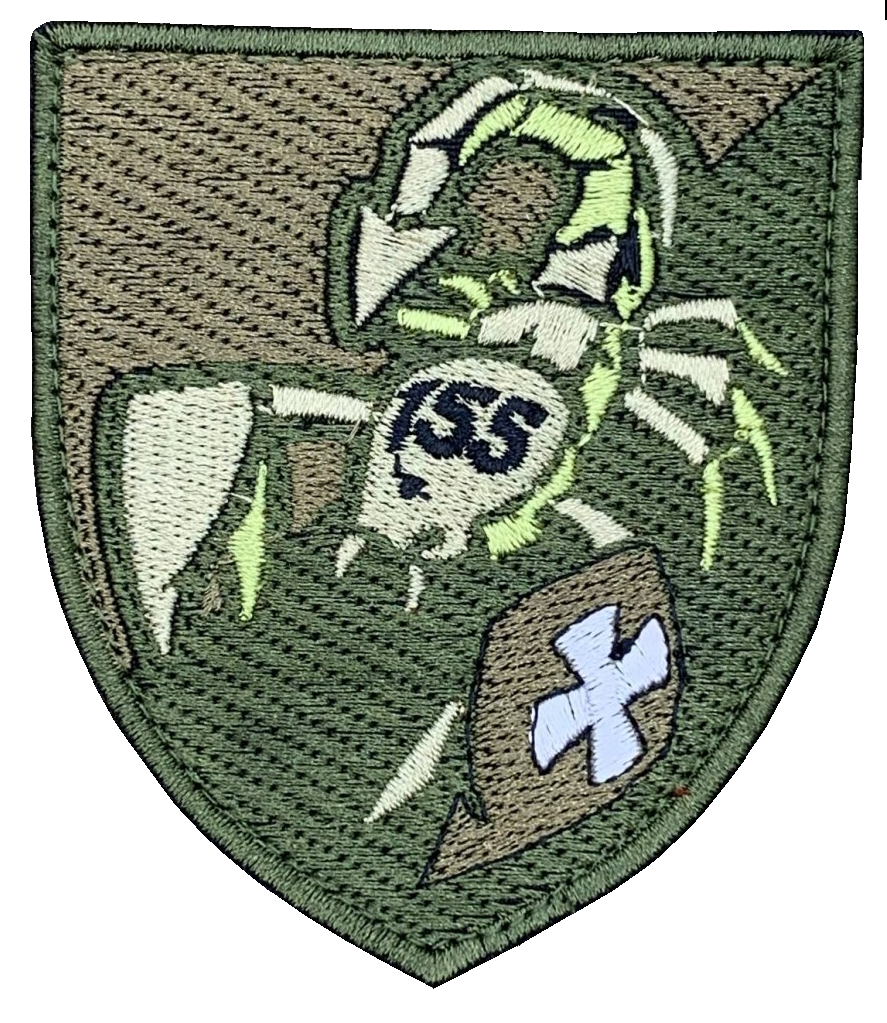
Insigne de combat de la brigade en 2024.

- insigne d'arme : taillé de gueules et de sable, au scorpion d'acier posé en barre, la tête chargée du nombre 155 du second émail posé en bande et portant à la pince senestre un écusson de gueules à la croix pattée d'Argent, brochant sur la partition ;
- insigne d'épaule de combat : même chose mais utilisation de couleurs désaturées pour des raisons de camouflage.

Symbolique des figures utilisées :
- la couleur rouge représente le sang des combattants pour la liberté et l'indépendance de l'Ukraine, et la couleur noire symbolise la terre ukrainienne. Entre les XVIe et XVIIIe siècles, les cosaques du Sitch zaporogue arborent des bannières rouge et noire en même temps que des bannières jaune et bleue. Puis, en 1916, les membres de l'ordre « Chevalerie de l'Éperon de Fer » utilisent un brassard rouge et noir frappé d'un éperon de cavalerie en même temps qu'une cocarde jaune et bleue. Toujours en 1916, l'organisation scoute ordre de l’Éperon de fer reprend les couleurs rouge et noire ainsi que l'éperon de cavalerie pour son insigne. Dans les années 20, l'organisation scoute ukrainophone de Galicie, alors en Pologne Les diables de la forêt (uk) (en ukrainien : Лісові чорти), utilise pour la première fois un drapeau rouge et noir et le cite dans leur chant scout de deux couplets « Hey hou, hey ha » (en ukrainien : Гей гу, гей га). En 1929, l'OUN reprend la chanson en remplaçant « rouge et noir » par « jaune et bleu » pour correspondre à son drapeau, en y ajoutant des couplets révolutionnaires. En 1938, à la suite de la scission de l'OUN, l'organisation de Bandera, pour se distinguer de l'OUN-M qui a conservé le drapeau jaune et bleu, adopte le drapeau rouge et noir frappé du logo de l'OUN et réintroduit « rouge et noir » dans la chanson désormais révolutionnaire Hey hou, hey ha (uk). Depuis, le drapeau rouge et noir est le symbole de la résistance ukrainienne, quelle que soit la couleur politique de l'organisation qui est indiquée par le logo ou l'insigne au centre du drapeau. Les drapeaux de motivation de l'armée ukrainienne sont soit rouge et noir, soit bleu et jaune frappés de l'insigne de l'unité[113],[114],[115],[116];
- le scorpion est un symbole de résistance et de détermination, reflétant l'esprit combatif de la brigade. C'est aussi le nom d'un programme de modernisation de l'armée française signifiant  « Synergie du COntact Renforcé par la Polyvalence et l’Info valorisatiON »[117], toutefois, on ne sait pas s'il y a un rapport avec la 155e ou s'il s'agit simplement d'une coïncidence ;
- l'écu rouge à croix pattée blanche arboré par le scorpion représente les couleurs de l'oblast de Rivne, région d'origine de la brigade[5].

Arme de l'oblast de Rivne.

### Insignes à partir du 21 avril 2025

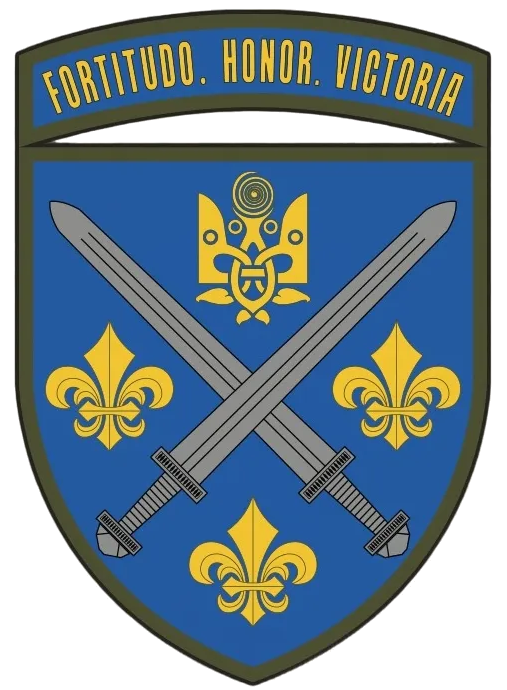
Insigne d'arme de la brigade à partir du 21 4 2025.

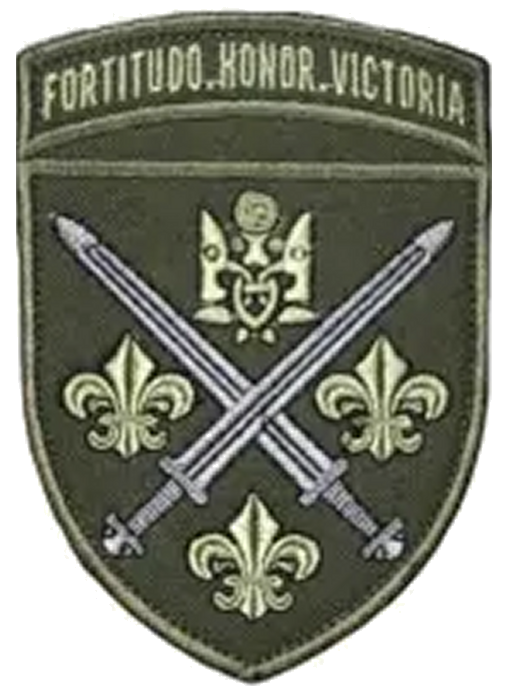
Insigne de combat de la brigade à partir du 21 4 2025.

Le 21 avril 2025, la brigade adopte un nouvel insigne incarnant le partenariat entre la France et l’Ukraine. Sa composition chromatique tranche nettement avec l’ancienne version : le chevron classique des forces terrestres se voit encadré d’un liseré vert, tandis qu’une toile bleue régulière occupe désormais le centre du blason. Au cœur de ce nouvel emblème figurent trois fleurs de lys, exprimant l’ancrage français de l’unité, surmontées d’un motif évoquant un Tryzub stylisé. Deux épées croisées complètent la composition, allégorie explicite de la puissance et de la disposition au combat.
Un détail visuel attire également l’attention : l’insigne rappelle étonnamment les armoiries de la commune de Mareil-Marly, située dans le centre-nord de la France — une résonance qui souligne une fois encore la profondeur des liens unissant les deux nations.

Armes de Mareil-Marly.

### Drapeaux de motivation
Les « drapeaux de motivation » ne sont pas officiels, mais ils sont utilisés par les soldats ukrainiens durant les combats pour revendiquer une libération de localité ou une prise de guerre. Ils sont aussi utilisés lors des manifestations de communication des brigades ou comme support de dédicaces. Ils sont différents des « drapeaux honorifiques » (en ukrainien : почесний прапор) que l'unité reçoit lors de sa constitution officielle (équivalent du fanion dans l'armée française). Ils diffèrent aussi des « drapeaux de bataille (uk) », cramoisi et or, utilisés lors des cérémonies officielles, ornés des rubans de décorations noués sur la hampe et des batailles de la brigade inscrites en lettres d'or, le tout extrêmement codifié,,.
|                                                                                                |
| Drapeau de motivations 'azur et or' de la 155e brigade « Anne de Kyïv » avant le 21 avril 2025 |

|                                                                                                  |
| Drapeau de motivation 'sang et sable' de la 155e brigade « Anne de Kyïv » avant le 21 avril 2025 |

|                                                                                                   |
| Drapeau de motivations 'azur et or' de la 155e brigade « Anne de Kyïv » à partir du 21 avril 2025 |

| |
| Drapeau de motivation 'sang et sable' de la 155e brigade « Anne de Kyïv » à partir du 21 avril 2025 |

### Honneurs
Le 16 janvier 2025, l'état-major du commandement opérationnel ouest annonce sur les réseaux sociaux que les soldats Oleksiy Volochyne (indicatif d'appel « Buba »), Iaroslav Hyrylo (indicatif d'appel « Sharik »), Andriy Okhmak (indicatif d'appel « Anderson »), Leonid Sikorskyi (indicatif d'appel « Doctor »), le sergent Serhii Shalankevitch (indicatif d'appel « Strashny ») ainsi que le major Mykola Nikoliouk ont été décorés par le général de brigade Volodymyr Shvedyuk (uk) de la Croix du mérite militaire d'argent, pour avoir réussi à prendre d'assaut une position ennemie le 15 janvier,,.

### Marche
Le rappeur ukrainien Artem Loik (uk) publie en janvier 2025 une « marche de la 155e brigade autonome des forces armées ukrainiennes »